# Geoff Cameron
Geoffrey Scott „Geoff“ Cameron (* 11. Juli 1985 in Attleboro, Massachusetts) ist ein US-amerikanischer Fußballspieler, der seit 2021 beim US-amerikanischen Erstligisten FC Cincinnati unter Vertrag steht.

## Karriere

### Jugend und College
In seiner Jugend spielte Cameron für den Bayside FC. Er besuchte die Attleboro High School und die Providence Country Day School in East Providence, Rhode Island. Nach seinem Abschluss ging er auf die West Virginia University. Dort spielte er zwei Jahre lang College Soccer, ehe er 2006 auf die University of Rhode Island wechselte. Am Ende seiner letzten Saison am College wurde er zum besten Mittelfeldspieler des Jahres in der Atlantic 10 Conference ernannt. Außerdem wurde er in die all-Mid Atlantic Region Auswahl berufen.
Während seiner Zeit am College spielt er auch für die Rhode Island Stingrays in der Premier Development League.

### Vereinskarriere
Nachdem College nahm er am MLS SuperDraft 2008 teil. Dort wurde er in der dritten Runde von Houston Dynamo ausgewählt. Sein Debüt für die Texaner gab er am 29. März 2008 in einem Spiel gegen New England Revolution. In seinem ersten Heimspiel, am 6. April 2008, erzielte er kurz vor Schluss des Spiels sein erstes Tor und sicherte so ein 3:3-Unentschieden gegen den FC Dallas. Während der Saison wurde er regelmäßig eingewechselt und stand bei einigen Spielen auch von Anfang an auf dem Platz. Am Ende der Saison wurde er für den MLS Rookie of the Year Award, dem Preis für den besten Nachwuchsspieler, nominiert.
In der Saison 2009 konnte er sich immer mehr in der Mannschaft etablieren und wurde im Sommer für das  MLS All-Star Spiel gegen den FC Everton berufen, wo er in der Startformation auflief. Im selben Jahr wurde er in die MLS Best XI, eine Auswahl der besten Spieler einer Saison, berufen.
Während der Saison 2010 verletzte er sich am Knie und konnte die Hälfte der Spielzeit nicht mehr spielen. Cameron kehrte im August zurück und erzielte gleich in seinem ersten Spiel ein Tor. 2011 wurde er für das MLS All-Star Game nominiert.

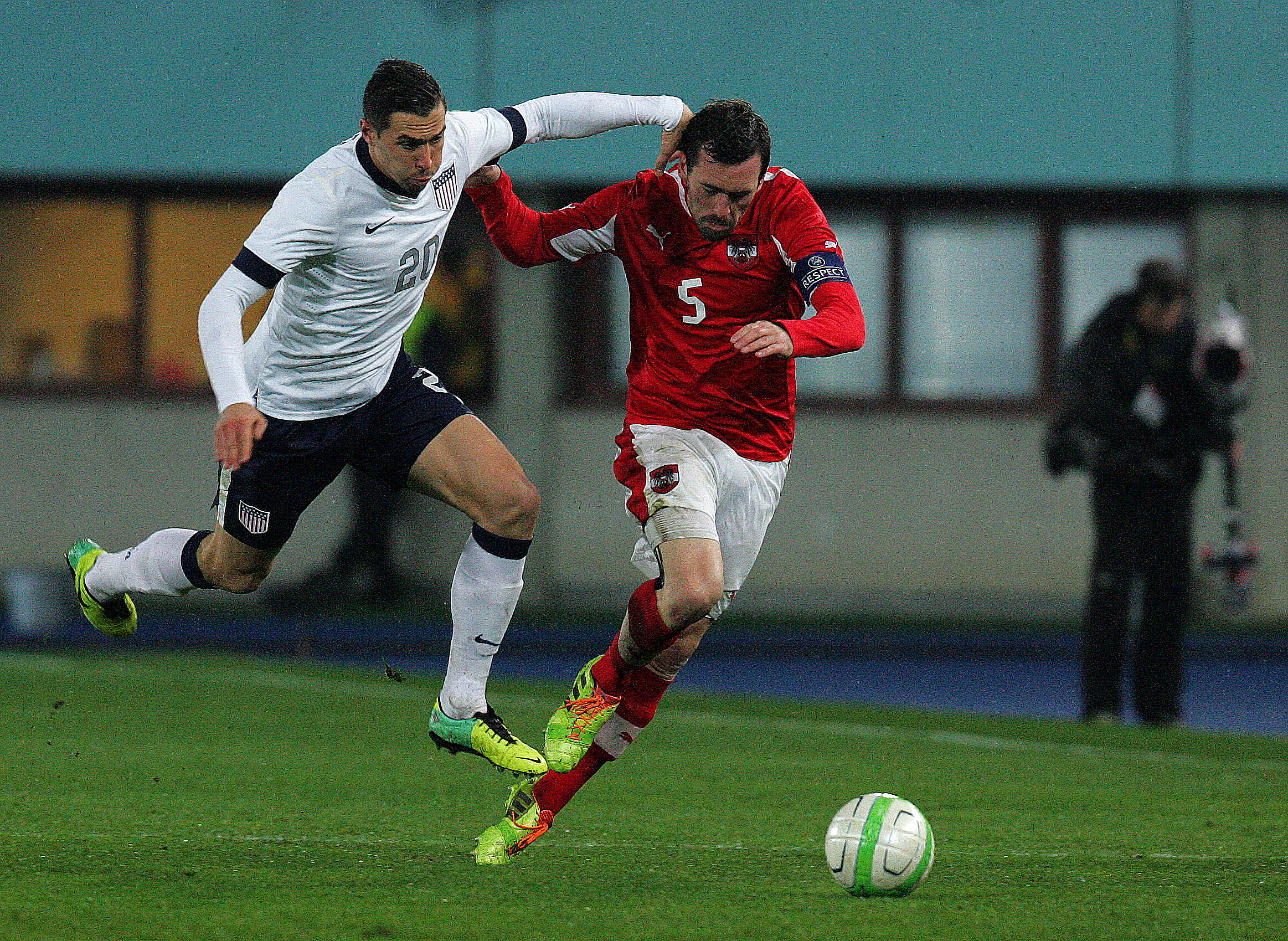
Geoff Cameron 2013 beim Freundschaftsspiel gegen Österreich

### Nationalmannschaft
Im Januar 2009 wurde er zum ersten Mal in die Nationalmannschaft der USA berufen. Er konnte aber nicht an dem Freundschaftsspiel gegen Schweden teilnehmen, da er sich verletzt hatte. Sein Debüt gab er am 24. Februar 2010 gegen El Salvador, wo er in der 86. Minute eingewechselt wurde.

## Titel / Erfolge
- MLS Best XI: 2009
- MLS All-Star Game: 2011